# Tebnine
Tebnine (arabisch تبنين Tibnīn, auch romanisiert Tibnine) ist eine libanesische Stadt, die sich über mehrere Hügel erstreckt (mit einer Höhe zwischen 700 m und 800 m über dem Meeresspiegel). Sie liegt etwa 25 km östlich von Tyros im Herzen dessen, was als Dschabal ʿĀmil oder der Berg „ʿAmil“ bekannt ist. „Dschabal ʿĀmil“ bezeichnet das Plateau, das zwischen dem westlichen Bergzug des Libanon und Galiläa liegt.

## Geschichte

### Antike
Gelehrte haben Tebnine als die Stadt Tafnis (תפניס) identifiziert, die in der Jerusalemer Talmud als nördliche Grenze des Königreichs Juda erwähnt wird. Der frankische Chronist Guillaume De Tyr (Wilhelm von Tyrus) bezeichnet die Stadt als Tibénin (..nomen priscum Tibénin..), was darauf hindeuten könnte, dass die Stadt lange vor dem Eintreffen der Kreuzfahrer in Syrien existierte. Adolphe Chauvet stellte 1891 überrascht fest, dass viele Einwohner des Dorfes genauso blond aussahen wie Deutsche, ohne dafür eine Erklärung zu geben: „Je suis surpris de voir passablement de blonds et de blondes, comme chez les Allemands. Le docteur Lortet a fait aussi, je crois,la mème remarque.“ Frühe irische Truppen in Tebnine machten viele Jahre später die gleiche Beobachtung. Der Chronist Foucher de Chartres (Fulcher von Chartres) gab jedoch eine prägnante Erklärung: „Nam qui fuimus occidentales, nunc facti sumus orientales.“ (Wir, die wir Okzidentale waren, sind jetzt Orientalen geworden). Chauvet erwähnt auch, dass die Geschichte des Dorfes bis in die Zeit der Kanaaniter zurückreicht, nennt jedoch leider keine Quelle für diese Behauptung. 1966 veröffentlichten Lorraine Copeland und Peter J. Wescombe archäologische Funde von zwei Stätten in Tibnine: Acheuléen bifaziale Äxte auf der Straße von Tyros, die an der Amerikanischen Universität Beirut aufbewahrt werden und auf das untere Paläolithikum datiert sind. Auf der Straße zwischen Tebnine und Beit Yahum wurden steinzeitliche Megalithen gefunden und Aufzeichnungen darüber werden im Institut de Paléontologie humaine in Paris aufbewahrt.

### Erster Kreuzzug
Hugh von Fauquembergues, der am Ersten Kreuzzug teilnahm, baute im Jahr 1106 die Burg Toron und starb bei einem Scharmützel in der Nähe von Damaskus. Anfang 1107 überfiel Izz al-Mulk, der sunnitische Gouverneur von Tyros, das Dorf und massakrierte dessen Bewohner. König Balduin I. von Jerusalem wählte einen seiner Ritter mit dem Vornamen „Onfroi“ oder „Henfred“ zum neuen Herrn von Tebnine. Humfried I. von Toron begann 1107 die Dynastie in Tebnine, das meiste, was wir über den Mann wissen, stammt von Chronisten dieser Zeit, die seine Herkunft oder seinen Nachnamen nie erwähnen. Er übernahm den Namen der ihm anvertrauten Burg und seine Nachkommen trugen den Nachnamen „De Toron“. Es ist nicht schwer, die Identität von Humfried dem Ersten zu erraten, da Chronisten nur zwei Ritter mit diesem Namen erwähnen, die am Ersten Kreuzzug teilnahmen: „Humfroy De Montcayeux“ und „Humfroy fils de Raoul“. Die Einheimischen genossen unter fränkischer Herrschaft ein recht stabiles und semiautonomes Leben, wie von Ibn Jubair 1185 festgestellt wurde: „Die muslimische Bevölkerung zwischen Tibnine und der Küste hatte erhebliche Rechte zur Selbstverwaltung und genoss ihre eigenen Bräuche“. Der britische Historiker Jonathan Riley-Smith erwähnt, dass das Zollhaus unterhalb der Burg keine Gebühren von Händlern erhob, die mit Ibn Jubair reisten, da sie in Richtung des Hafens von Acre unterwegs waren. Daraus schloss er, dass König Balduin III.s Beamte dort stationiert waren, obwohl die Festung nicht zu seinem königlichen Herrschaftsgebiet gehörte. Dies bedeutete, dass Tibnin ein wichtiger Zwischenstopp auf den Straßen zwischen Tyros, Damaskus und Jerusalem war. Das fruchtbare Land von Tibnin machte es zu einer der Kornkammern des Kreuzfahrerreiches und unter Humfried III. von Toron hatte die Herrschaft ihre eigene Münzprägung: Gefertigt aus rotem Kupfer und geprägt mit „CASTRI TORONI“.

### Späte Kreuzfahrerzeit (1187–1266)
Nach der Schlacht bei Hattin im Jahr 1187 sah Saladin keine Bedrohung durch ein christliches Heer in absehbarer Zukunft und schickte seinen Neffen und seinen berühmtesten General, Al-Muzaffar Umar, in den Norden, um die Burg Toron für drei Tage zu belagern. Die Garnison von Toron war abgeschnitten, schwach und unvorbereitet, ohne Anführer, da ihr Herr Humfried von Toron bei Hattin gefangen genommen wurde. Bald ergaben sich die fränkischen Adligen und übergaben die Burg. Saladin gewährte ihnen fünf Tage, um mit ihrem Vermögen und ihren Familien sicher nach Tyros zu gelangen. Muslimische Gefangene wurden freigelassen und viele Kreuzfahrer wurden als Geiseln genommen. Anschließend bat Saladin seinen Neffen, die Burg wieder aufzubauen. Die El-Seid-Stämme, die direkte Nachkommen von Muhammad waren und Saladin vertraute Vertraute, erlaubten anderen Stammesangehörigen des Fawaz-Stammes, Anhängern des Sufismus, im Land von Tibnine zu leben.
Am 28. November 1197, während die meisten von Syrien erwarteten, dass die vereinigten Kreuzfahrer aus dem Herzogtum Brabant, deutschen Truppen und Rittern des Königs Amalrich II. von Jerusalem nach Jerusalem oder Damaskus ziehen würden, belagerten die Kreuzfahrer die Burg Tibnine, um dem christlichen Tyros eine Atempause zu verschaffen. Die Belagerung wurde mit großer Energie durchgeführt, und als die christlichen Truppen ein kleines Loch in den großen Mauern der Burg gruben, fürchtete die muslimische Garnison ein Schicksal wie das von Maarat al-Numaan, das den Syrern noch frisch in Erinnerung war, und bot ihre Kapitulation an. Trotz der milden Einwände des Herrschers von Tebnine (Husam El-Din Beshara), baten Vertreter der Familien von Tebnine den hügeligen Hang des Schlosses hinunter ins fränkische Lager und verlangten Sicherheit (Al-Aman) im Austausch für die Befreiung von 500 christlichen Sklaven. Ibn al-Athir, der berühmte arabische Historiker, gibt an, dass viele der Gerüchte, die in Tebnine über die Pläne der Kreuzfahrer kursierten, wenn die Burg im Sturm erobert würde, von anderen frankischen Lords stammten, die nicht sehr erfreut waren über eine erfolgreiche Kampagne unter der Führung von König Amalric II. von Jerusalem. Dies geschah vor dem Hintergrund der Tatsache, dass die meisten von ihnen Allianzen mit dem Sultan Al-Kamil von Ägypten geschmiedet hatten und kein Interesse daran hatten, diese Allianzen wegen grausamer Massaker in Tebnine zunichtezumachen. Die Deutschen waren nicht bereit zur Kapitulation. Tebnine versprach Plünderung und Reichtum sowie Ruhm für die Ritter, die es den Christen zurückgeben würden. Der Chronist Ernoul beschreibt, wie die Kreuzfahrer das muslimische Angebot ablehnten und zugibt, dass es ein Fehler war, das ehrenvolle Angebot zur Kapitulation abzulehnen. Ihre siegessichere Haltung führte dazu, dass sie die Boten vor dem geheimen Graben, den die Kreuzfahrer unter der Burgmauer aushebten, zur Schau stellten. Die Garnison von Tebnine war entschlossener als je zuvor zu widerstehen. Tatsächlich fand an dieser Stelle der heftigste Kampf an diesem Tag statt. Die Krieger von Tebnine kämpften so verbittert, dass der Graben nutzlos wurde und die Kreuzfahrer sich von ihrem Angriff zurückziehen mussten. Die Belagerung dauerte an, und die Belagerten glaubten, dass ein erneutes Angebot zur Kapitulation, das von einer stärkeren Position aus gemacht wurde, zu einem positiveren Ergebnis führen würde. Erneut trugen Vertreter von Tebniner Familien das Angebot zur Kapitulation vor, solange ihr Leben verschont bliebe, und erneut war die Antwort des deutschen Kanzlers weniger als höflich. Als die Boten wieder in der Burg waren, informierten sie die Garnison über den beleidigenden Empfang, den sie von den Franken erhalten hatten, und der Wille zum Kampf war erneut stark. Gegen Abend brachten Brieftauben Nachrichten von Verstärkungen, die vom Sultan Al-Kamil entsandt wurden. Im Februar 1198, unter der Bedrohung durch das herannahende ayyubidische Heer und den Thronfolge
krieg in Deutschland zwischen Philip von Schwaben und Otto IV., beendeten die deutschen Truppen die Belagerung von Tibnine, als der Kanzler und seine Fürsten ihre Männer ihrem Schicksal vor den Toren von Toron überließen, wie von Helmold von Bosau beschrieben. So endete der deutsche Kreuzzug von 1197 an den Mauern von Tibnine.
Im Jahr 1229, unter dem Druck von König Friedrich II. von Hohenstaufen während des Sechsten Kreuzzugs, gab der ägyptische Sultan Al-Kamil, der ein Bruder Saladins war, die Herrschaft über Toron (Tibnin) an die Franken zurück. Ahmed Sheir berichtet, dass die Deutschordensritter, unterstützt von Kaiser Friedrich II., versuchten, Toron (Tibnin), das sie gekauft hatten und das „ein Teil des Besitzes von Joscelin von Courtenay aus dem Jahr 1120“ war, ihrer Besitzung hinzuzufügen. Das Hohe Gericht des Königreichs Jerusalem zwang jedoch Kaiser Friedrich II., die Rechte von Alice von Armenien anzuerkennen, „die die Nichte von Humfried IV. war und Erbin des Lehens von Tibnīn“. Demzufolge wurde die Herrschaft der Dynastie von Humfried I. in Tibnīn im Jahr 1229 durch Alice wiederhergestellt. In der Urkunde vom November 1234 bestätigte Alice von Tibnīn „Alis, princesses et dame de Toron“ die Spende von 30 Besanten an das Kloster Saint-Lazare, die diesem Kloster von Humfried II. von Tibnīn im Jahr 1151 gewährt worden war. Man schätzt, dass Alice Tibnīn bis 1239 regierte.
Nach der Eroberung durch den mamelukischen Sultan Baibars im Jahr 1266 wurden die Familien Fawaz und Sayed mit der Verteidigung des Landes betraut.

### Osmanische Zeit
Im Jahr 1596 wurde es als Dorf Nafs Tibnin im osmanischen nahiya (Unterbezirk) von Tibnin im liwa (Bezirk) von Safad bezeichnet, mit einer Bevölkerung von 148 Haushalten und 13 unverheirateten Männern, allesamt Muslime. Die Dorfbewohner zahlten Steuern auf landwirtschaftliche Produkte wie Weizen, Gerste, Sommerfrüchte, Obstbäume, Ziegen und Bienenstöcke sowie „gelegentliche Einnahmen“; insgesamt 8.900 Akçe.
Zwischen 1639 und 1649 beseitigten Ali und Hussein 'al-Saghir' rivalisierende schiitische Familien, nämlich die Shukrs, Munkars und Sa’abs, und etablierten eine einzige Familienherrschaft über die Festungsstädte Hunin, Maarakeh, Qana und Tibnine (oft als Bilad Bishara = Land von Bishara bezeichnet). Ihre Herrschaft dauerte an, bis der Gouverneur Jezzar Pascha im 18. Jahrhundert die Macht in Akko übernahm. Mit Unterstützung des gehorsamen Emirs Bashir Shihab II. zerschlug er das autonome Feudalsystem von 'al-Saghir' in der Region und vertrieb ihre Männer aus Tibnine. Jedoch eroberten im Jahr 1783 Anhänger der 'al-Saghir'-Clans und andere, verbündet mit Emir Yusuf Shihab, Tibnine zurück und vertrieben die Truppen von Jezzar Pascha. Doch wurden sie von Yusuf Shihab verraten und nach Akko geschickt, um dort prompt hingerichtet zu werden.
In den späteren Tagen des Osmanischen Reiches war Tibnine der „Chef-Lieu“ von „Bilad Bcharrah“, wo der osmanische Kaymakam seinen Wohnsitz hatte. So fand der amerikanische Reisende Rob Morris die Stadt im Jahr 1868 vor. Morris beschreibt die bezaubernde Schönheit der Stadt und trotz der Gewissheit, dass seine Papiere vom im Schloss residierenden Pascha anerkannt werden, nimmt er bei einer Familie im Dorf Quartier und erwähnt die Tyrannei, mit der die osmanischen Truppen die Einheimischen behandeln.
1875 besuchte Victor Guérin Tibnine und fand dort 600 Metawileh und 250 griechisch-katholische (unierte) Gläubige.
Im Jahr 1881 beschrieb die Survey of Western Palestine (SWP) des PEF Tibnine als „ein Dorf, das aus Stein gebaut ist. Der Mudir des Distrikts residiert im Schloss. Die Einwohnerzahl beträgt etwa 450 (Guerin sagt 600 Metawileh und 250 Christen). Es gibt eine griechisch-katholische Kapelle, die dem Heiligen Georg gewidmet ist. Sie befand sich nicht weit von der Hauptstraße des Dorfes (Zakouk), bevor sie auf den Gräbern dieser Wohltäter, den Brüdern Farhat, einstürzte. Der einzige Priester des Dorfes wurde links vom Altar in der Kirche begraben. Er stammte aus der Familie Haddad, und seine Familie nahm anschließend das Patronym Khoury an. Es gibt Feigen und Ackerland in der Umgebung. Die Wasserversorgung erfolgt über ein großes Birket und zwanzig bis fünfundzwanzig Zisternen im Dorf und in der Umgebung.“
Die Bewohner errichteten die neue Kapelle im 20. Jahrhundert auf dem Hügel (Tallet el Hosn), auf einem Land, das an die Ruinen einer kleinen Festung aus der Kreuzzugszeit gegenüber dem Toron des Chevaliers grenzt. In den 1980er Jahren wurden die Überreste des früheren Pfarrers an denselben Ort in der neuen Kirche überführt und die Überreste der Brüder Farhat fanden einen Platz rechts vom Haupteingang des Gebäudes.

### Französisches Mandat
Nachdem der Libanon unter die koloniale Herrschaft der Franzosen gestellt worden war, versuchte ein südlicher Rebell, General Henri Gouraud zu ermorden. Adham Khanjar versuchte, Anhänger in Tebnine zu rekrutieren und hatte möglicherweise anfangs Erfolg aufgrund des Wunsches einiger Einheimischer nach Einheit mit Syrien.
Adham Khanjars sektiererische Ansichten entfremdeten jedoch die Bewohner von Tebnine, die stets stolz auf Akzeptanz und Zusammenleben zwischen Christen und Muslimen waren, und schließlich verschwand jegliche Unterstützung für die Bande von Adham Khanjar in der Stadt. Nach der Gefangennahme von Khanjar und dem anschließenden Aufstand in Jabal al-Druze kehrten Mitglieder der von Adham Khanjar geführten Rebellenbande nach Hause zurück, um prompt von den französischen Behörden verhaftet zu werden.
Im Jahr 1921 reagierten die französischen Besatzungstruppen im Libanon auf sektiererische Auseinandersetzungen im Süden mit einer massiven Kampagne, die auf schiitische Dorfbewohner abzielte. Die Militärkommandanten forderten strenge und drakonische Wiedergutmachung von armen Dorfbewohnern, die von Anfang an nicht in die Auseinandersetzungen verwickelt waren. Der Geist des Aufstands brodelte seit einiger Zeit und kam zum Höhepunkt, als die Kollaborateure der Franzosen einen Markt in Tebnine einrichteten, um die Waren zu verkaufen, die aus den umliegenden Dörfern konfisziert worden waren. Es handelte sich um eine billige Taktik, die von den Franzosen und ihren Kollaborateuren mehr als einmal angewendet wurde. Tebnine war der Sitz der „Saghir“-Dynastie, von der die feudale Familie „Asa’ad“ abstammen soll. Wenn Tebnine den Besatzern gegenüber nachgiebig erscheinen würde, würde dies die Familie „Asa’ad“ in Zusammenarbeit mit den Franzosen erscheinen lassen und sich negativ auf ihren Stand bei den Schiiten im Süden des Libanon auswirken. Deshalb wurden nach den sektiererischen Vorfällen von 1920 keine Steuern auf Tebnine erhoben. Im Jahr 1922 teilten die französischen Kolonialherren die Provinz Saida auf und schufen die Provinz Bint Jubeil, zu der auch Tebnine gehörte.

### Libanesischer Bürgerkrieg
In der Zeit vor dem Bürgerkrieg, wie in den meisten umliegenden Gebieten, war die Stadt Schauplatz paramilitärischer Aktionen, die von der Palästinensischen Befreiungsorganisation (PLO) durchgeführt wurden: Die palästinensischen Guerillakämpfer genossen nach dem Krieg von 1967 und für eine kurze Zeit nach dem Kairoer Abkommen von 1968, das der PLO in Südlibanon freie Hand gewährte, um Missionen zur Befreiung Palästinas durchzuführen, weite Unterstützung. Tebnine blieb trotz des Zusammenlebens von Muslimen und Christen größtenteils von konfessionellen Spannungen unberührt, obwohl einige Christen mit den rechtsgerichteten Milizen verbunden waren, während die Mehrheit der schiitischen Bewohner der Stadt Sympathien für die PLO und verschiedene libanesische linke Gruppen, die mit den Palästinensern verbunden waren, hegte. Die Unterstützung ließ in den späteren Jahren nach.
Im Jahr 1982 verwüstete die israelische Invasion Südlibanons die Stadt, wie sie auch den größten Teil der Umgebung zerstörte, und die PLO wurde vertrieben und erlangte ihre frühere Rolle nie wieder zurück. Die schiitischen Bewohner der Stadt waren größtenteils mit der Amal-Miliz verbunden, deren Anführer Nabih Berri ein Tebnini ist. Am Ende des Bürgerkriegs übergab Amal seine schweren Waffen an die Libanesische Armee und stellte weitgehend seine Widerstandsarbeit gegen die israelischen Besatzer ein. Dies ermöglichte wiederum der Hisbollah, die Sympathien der Bewohner zu dominieren. Die Stadt insgesamt wurde jedoch wiederholt von der Südlibanesischen Armee (von den Israelis unterstützte Phalangen) angegriffen, die gelegentlich auf die Randgebiete der Stadt feuerte.

### Konflikt zwischen Israel und Libanon
Im Mai 1978 übernahmen die Vereinten Nationen die Sicherheit im Südlibanon, indem sie die libanesische Armee ersetzten. Nach der ersten israelischen Invasion, die darauf abzielte, die PLO-Guerillakämpfer hinter den Fluss Litani zurückzudrängen, herrschte im Südlibanon Chaos. Mit der Verabschiedung der Resolution 425 des UN-Sicherheitsrates wurde eine vorläufige UNIFIL-Truppe in der Region etabliert. Das irische Bataillon nannte die Tebnine-Armeebasis „Camp Shamrock“ und wählte einen Skorpion als Wappentier, da das Land, auf dem das Lager errichtet wurde, von den giftigen Stichen der schwarzen Skorpione von Tebnine heimgesucht wurde. Die UN-Truppen wurden größtenteils in Tebnine willkommen geheißen, insbesondere das irische Bataillon, das keine Mühen scheute, den Einheimischen zu helfen, sei es durch Sozialdienste oder kontinuierliche Blutspenden an die Tebnine-Rotkreuz-Einheit. Die Freundschaft zwischen den Einheimischen und den Iren wuchs und äußerte sich in endlosen Fußballturnieren sowie Einladungen zu Hochzeiten, Dabkahs und anderen gesellschaftlichen Veranstaltungen.
Camp Shamrock war für den Bau und die teilweise Instandhaltung des Waisenhauses in Tebnine verantwortlich.
Nach der Operation Verantwortlichkeit im Juli 1993, bei der Dutzende libanesische Städte und Dörfer von der israelischen Armee bombardiert wurden und Tebnine schwer beschädigt wurde, forderte der Mukhtar der Stadt den Einsatz der libanesischen Armee in der Region.

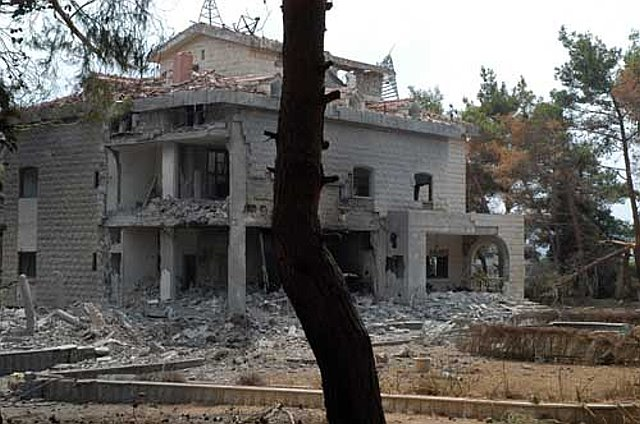
Das Haus des Bürgermeisters von Tebnine, das während des Krieges beschädigt wurde.

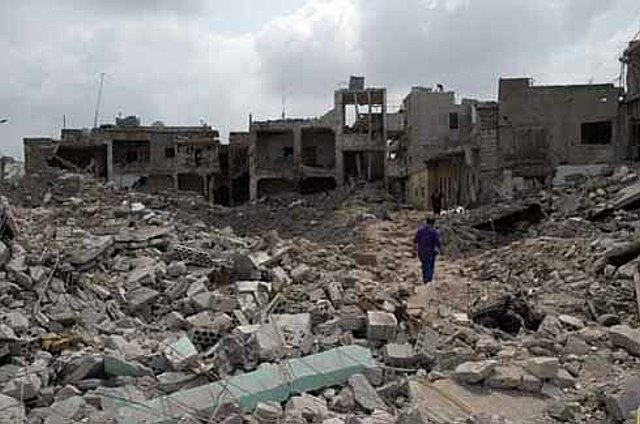
Das alte Zentrum (Zakouk)

Während des Krieges zwischen Israel und Libanon im Juli 2006, wie auch in anderen Dörfern, wurden in Tebnine viele Häuser zerstört, jedoch nicht in dem Ausmaß wie in Dörfern wie Bint Jbeil, Qana und Aita Shaab.
Im alten Zentrum (Zakouk), das sich im oberen Teil der Stadt in der Nähe der Kreuzritterburg befindet, sind die meisten Häuser vollständig zerstört oder beschädigt.
In der Nähe des Regierungskrankenhauses befindet sich ein zentraler Verkehrsknotenpunkt für den Ein- und Ausstieg aus dem Dorf.
Erstmals seit dem Bürgerkrieg von 1975 ist die libanesische Armee im Südlibanon zurückgekehrt, einschließlich Tebnine, wie es eine der Bedingungen der UN-Resolution 1701 vorsieht.

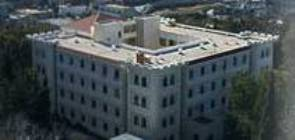
Rathaus von Tebnine

Wappen von Tibnin.

## Geografie und Demografie
Die Bevölkerung der Stadt besteht größtenteils aus schiitischen Muslimen, mit einer kleinen Minderheit an griechisch-katholischen Christen. Seit der Volkszählung von 1932 wurde keine genaue Bevölkerungszahl ermittelt, aber Schätzungen zeigen, dass die Bevölkerung etwa 5.000 Menschen umfassen könnte.
Tebnine verfügt über mehrere staatliche Einrichtungen wie ein Regierungskrankenhaus, eine Polizeistation und ein Postamt sowie touristische Einrichtungen wie Cafés und Geschäfte. Es ist bekannt als eines der vielfältigsten Dörfer im Südlibanon.
Viele der Einwohner von Tebnine leben hauptsächlich in den Vereinigten Staaten und Kanada, obwohl viele in der ganzen Welt verstreut sind. Die meisten Einheimischen kehren im Sommer zurück, wenn das Dorf zu einem lebhaften Ort wird, da Menschen aus Beirut und ausländischen Ländern dort ihren Sommerurlaub verbringen.
Das Nachtleben ist geprägt von familiären Treffen der Einwohner, die sich oft modisch kleiden und in verschiedenen Cafés ihre Zeit vertreiben.
Tebnine ist auch bekannt für die „Kazdoura“ (Promenade), eine lange Straße, die sich von Anfang bis Ende des Dorfes erstreckt und wo die Einwohner oft ihre Abendspaziergänge machen. Es beherbergt auch einen wöchentlichen Flohmarkt namens „Souq al-jumaa“ (Freitagsmarkt).
Viele Einwohner sprechen etwas Englisch aufgrund der großen Zahl von Einwanderern sowie der Präsenz der UNIFIL-Friedenstruppen.
Während des Libanon-Israel-Krieges 2006 besuchten eine Rekordzahl von Ausländern und zurückkehrenden Staatsbürgern das Dorf Tebnine. Ein Großteil der durch diesen Krieg, der von Israel initiiert wurde, verursachten Schäden wurde bisher nicht von der libanesischen Regierung repariert.

### Klima
Tebnine genießt ein gemäßigtes Klima, das für den Südlibanon charakteristisch ist: milde, regnerische Winter und trockene Sommer mit einigen übermäßig warmen Tagen. In den letzten Jahren ist aufgrund der Erwärmung des Planeten und der Abholzung eine spürbare Reduzierung der Niederschlagsmenge festzustellen.
|                        | Jan  | Feb  | Mär  | Apr  | Mai  | Jun  | Jul  | Aug  | Sep  | Okt  | Nov  | Dez  |   |      |
| Mittl. Temperatur (°C) | 10,3 | 10,8 | 12,8 | 16,1 | 20,0 | 23,0 | 24,5 | 25,5 | 23,6 | 21,6 | 17,0 | 12,7 | ⌀ | 18,2 |
| Mittl. Tagesmax. (°C)  | 13,4 | 14,1 | 16,8 | 21,0 | 25,5 | 28,5 | 29,7 | 30,7 | 28,5 | 26,4 | 21,0 | 16,0 | ⌀ | 22,7 |
| Mittl. Tagesmin. (°C)  | 7,3  | 7,6  | 8,8  | 11,2 | 14,6 | 17,6 | 19,3 | 20,3 | 18,8 | 16,8 | 13,0 | 9,4  | ⌀ | 13,8 |
|                        |      |      |      |      |      |      |      |      |      |      |      |      |   |      |
| Niederschlag (mm)      | 209  | 170  | 113  | 51   | 16   | 1    | 0    | 0    | 3    | 27   | 84   | 158  | Σ | 832  |

| 7,3 |

| 7,6 |

| 8,8 |

| 11,2 |

| 14,6 |

| 17,6 |

| 19,3 |

| 20,3 |

| 18,8 |

| 16,8 |

| 13,0 |

| 9,4 |

| 7,3 |

| 7,6 |

| 8,8 |

| 11,2 |

| 14,6 |

| 17,6 |

| 19,3 |

| 20,3 |

| 18,8 |

| 16,8 |

| 13,0 |

| 9,4 |

## Sehenswürdigkeiten und Veranstaltungen

### Tebnine Heritage Festival
Im Jahr 2012 ermöglichte eine Finanzierung der EU die Feier des Tebnine Heritage Festivals in der alten Burg, deren Beleuchtung von den französischen Truppen der UNIFIL erneuert worden war.

### Kreuzfahrerburg

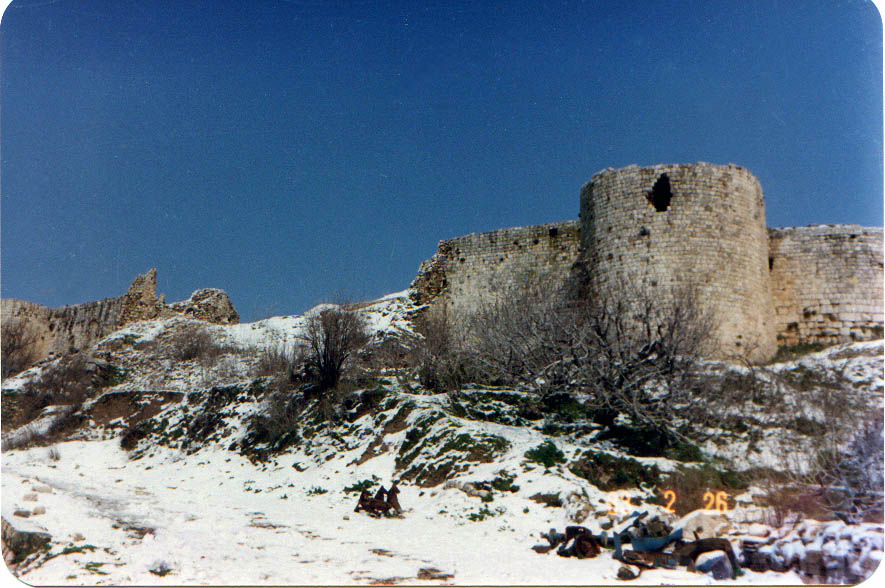
Die Kreuzfahrerburg im Dorf Tebnine

Hugo von Fauquembergues, der zweite Fürst von Galiläa und Statthalter von Tiberias, führte viele Angriffe gegen Tyros durch, aber seine Truppen waren aufgrund der langen Entfernung zwischen seiner Basis in Tiberias und seinem Küstenziel immer erschöpft. Er ordnete den Bau der Burg im Jahr 1105 an, um eine Zuflucht vor seinen Verfolgern zu haben. Sie wurde Toron genannt, was auf Altfranzösisch isoliert oder spitz zulaufender Hügel bedeutet.
Laut dem Zensus Westpalästinas war Hugo auch für den Bau der Befestigung auf einem steilen Hügel östlich von Tibnine verantwortlich, einem Gebiet, das bis heute „Al Hosn“ (Befestigung) genannt wird. Kurz nach dem Tod von Hugo griff die Garnison von Tyros unter dem Kommando ihres Gouverneurs 'Izz al-Mulk' die Festung an und zerstörte ihre Umgebung. König Balduin I. von Jerusalem eroberte und baute die Burg wieder auf und übergab ihre Herrschaft an Gervaise von Bazoches aus Tiberias. Doch er wurde kurz darauf von den Streitkräften von Damaskus unter dem Befehl von Zahir ad-Din Toghtekin gefangen genommen, der Gervaise vor die Wahl zwischen Islam oder Tod stellte. Die Seigneurie von Toron ging an einen Ritter namens 'Onfroi', der den Titel 'de Toron' annahm (Humfried I. von Toron), und so begann die Geschichte einer der angesehensten Kreuzfahrerfamilien des Königreichs Jerusalem.
Toron wurde dann von der Fürstentum Galiläa abgetrennt und zu einem unabhängigen Lehen gemacht, obwohl einige Historiker ein späteres Datum für diese Abtrennung anführen. Die Festung wurde später im Jahr 1187 von Saladin erobert und 1229 von den Franken zurückerobert. Mamluken-Sultan Al-Zahir Baibars von Ägypten eroberte sie schließlich im Jahr 1266 nach dem Fall von Safed, und sie blieb in arabischer Hand, bis die Osmanen sie in ein Gefängnis umwandelten.
Bis 1921 bewachten zwei Marmorelefanten den Haupteingang der Burg. Die geketteten Tiere sind ein Mysterium, da ihr Vorhandensein nicht datiert oder auf eine der verschiedenen Fraktionen zurückzuführen werden kann, die die Stadt beherrschten. Die Löwen fehlen heutzutage, höchstwahrscheinlich wurden sie von den Einheimischen entwendet und verkauft.
Die Burg wurde in der Vergangenheit oft mit anderen Burgen im Land verwechselt, zum Beispiel Beaufort Castle. Ursprünglich handelt es sich jedoch um Toron.

## Persönlichkeiten
- Zaynab Fawwaz (1846/60–1914), Schriftstellerin, arabische Literatin.[40][41]
- Adel Theodor Khoury (1930–2023), Theologe und Hochschullehrer
- Nabih Berri (* 1938), Sprecher des libanesischen Parlaments und Anführer der Amal-Bewegung

## Bibliographie
- C.R. Conder: The Survey of Western Palestine: Memoirs of the Topography, Orography, Hydrography, and Archaeology. Band 1. Committee of the Palestine Exploration Fund, London 1881 (englisch, archive.org). (S. 116, 133-5, 207-8)
- V. Guérin: Description Géographique Historique et Archéologique de la Palestine. 3: Galilee, pt. 2. L’Imprimerie Nationale, Paris 1880 (französisch, archive.org).
- R.S. Humphreys: From Saladin to the Mongols: The Ayyubids of Damascus, 1193–1260. SUNY press, New York 1977, ISBN 0-87395-263-4 (englisch, google.com).
- Wolf-Dieter Hütteroth, Kamal Abdulfattah: Historical Geography of Palestine, Transjordan and Southern Syria in the Late 16th Century. Erlanger Geographische Arbeiten, Sonderband 5. Erlangen, Germany: Vorstand der Fränkischen Geographischen Gesellschaft, 1977, ISBN 3-920405-41-2 (google.com).
- Ibn Jubayr: Extrait du Voyage d’Ibn Djobeir. In: Recueil des historiens des croisades. 3. Jahrgang, 1884, S. 445–456 (französisch, archive.org).
- G. Le Strange: Palestine Under the Moslems: A Description of Syria and the Holy Land from A.D. 650 to 1500. Committee of the Palestine Exploration Fund, 1890 (englisch, archive.org).
- R. Morris: Freemasonry in the holy land : or, handmarks of Hiram’s builders. Knight & Leonard, Chicago 1876 (englisch, archive.org).
- E.H. Palmer: The Survey of Western Palestine: Arabic and English Name Lists Collected During the Survey by Lieutenants Conder and Kitchener, R. E. Transliterated and Explained by E.H. Palmer. Committee of the Palestine Exploration Fund, 1881 (englisch).
- D. Pringle: Secular buildings in the Crusader Kingdom of Jerusalem: an archaeological Gazetteer. Cambridge University Press, 1997, ISBN 0-521-46010-7 (englisch, google.com). (S. 102)
- D. Pringle: The Churches of the Crusader Kingdom of Jerusalem: L-Z (excluding Tyre). Band II. Cambridge University Press, 1998, ISBN 0-521-39037-0 (englisch, google.com).
- H. Rhode: Administration and Population of the Sancak of Safed in the Sixteenth Century. Columbia University, 1979 (englisch, academia.edu (Memento des Originals vom 1. März 2020 im Internet Archive) [abgerufen am 4. Dezember 2017]).
- J. Riley-Smith: The Feudal Nobility and the Kingdom of Jerusalem 1174–1277. The Macmillan Press Ltd., London 1973, ISBN 0-208-01348-2 (englisch, google.com).
- E. Robinson, E. Smith: Biblical Researches in Palestine, Mount Sinai and Arabia Petraea: A Journal of Travels in the year 1838. Band 3. Crocker & Brewster, Boston 1841 (englisch). (S. 377-380)
- R. Röhricht: (RRH) Regesta regni Hierosolymitani (MXCVII-MCCXCI). Libraria Academica Wageriana, Berlin 1893 (Latein, archive.org).
- R.C Smail: Crusading Warfare, (1097–1193). Cambridge University Press, 200 Easton rd, London 1995, ISBN 0-521-45838-2 (englisch).
- Strehlke, Ernst (Hrsg.): Tabulae Ordinis Theutonici ex tabularii regii Berolinensis codice potissimum. Weidmanns, Berlin 1869 (Latein, archive.org).
- S. Winter: The Shiites of Lebanon under Ottoman Rule, 1516–1788. Cambridge University Press, London 2010, ISBN 978-0-521-76584-8 (englisch, google.com).
- Florian BESSON, Les barons de la chrétienté orientale Pratiques du pouvoir et cultures politiques en Orient latin (1097–1229), T H È S E, UNIVERSITÉ PARIS-SORBONNE, Histoire médiévale, pp. 832, 2017. tel.archives-ouvertes.fr (französisch)